# Президент Держави Палестина
Президент (Раїс) Держави Палестина (араб. رئيس دولة فلسطين) — вища посадова особа частково визнаної Держави Палестина.
До 5 січня 2013 року — голова Палестинської національної адміністрації, неофіційно — керівник Палестинської автономії.

## Список голів Палестинської національної адміністрації і президентів Держави Палестина
| № | Голова                                          | Фото                                            | Початок                                         | Кінець                                          | Примітки                                        |                                                 |
|   | Голова Палестинської національної адміністрації | Голова Палестинської національної адміністрації | Голова Палестинської національної адміністрації | Голова Палестинської національної адміністрації | Голова Палестинської національної адміністрації | Голова Палестинської національної адміністрації |
| - | ----------------------------------------------- | ----------------------------------------------- | ----------------------------------------------- | ----------------------------------------------- | ----------------------------------------------- | ----------------------------------------------- |
| 1 | Ясір Арафат                                     |                                                 | 5 липня 1994                                    | 11 листопада 2004                               | Помер на посаді                                 |                                                 |
| 2 | Махмуд Аббас                                    |                                                 | 15 січня 2005                                   | 5 січня 2013                                    | .                                               |                                                 |
|   | Президент Держави Палестина                     |                                                 |                                                 |                                                 |                                                 |                                                 |
| 2 | Махмуд Аббас                                    |                                                 | 5 січня 2013                                    |                                                 |                                                 |                                                 |